# Andrea Strübindová
Andrea Strübind (* 20. ledna 1963, Hamburk) je německá baptistická teoložka a profesorka církevních dějin.

## Životopis
Andrea Strübindová, rozená Hitzemannová, pochází z rodiny baptistického pastora. Její otec, Günter Hitzemann, byl v 80. letech 20. století prezident Bund Evangelisch-Freikirchlicher Gemeinden in Deutschland. Studovala evangelickou teologii, historii a judaistiku v Berlíně a Jeruzalémě. Po promoci v roce 1990 pracovala jako pastorka-začátečník v Bund Evangelisch-Freikirchlicher Gemeinden in Deutschland. Byla referentkou v ekumenické radě církví v Berlíně a získala habilitační stipendium od nadace Fritze Thyssena. Spolu se svým manželem působila jako pastorka v letech 1996 až 2006 v Mnichově.
Po habilitaci v roce 1999 byla soukromou docentkou historické teologie na Ruprecht-Karls-Universität v Heidelbergu. Vyučovala také v Lüneburgu a Oldenburgu.
Její práce je zaměřena na dějiny reformace, církevní dějiny a obrození v 19. století.
Je provdána za teologa Kima Strübinda.

## Dílo (výběr)
- Zwischen Himmel und Erde, Mnichov 2002
- Die unfreie Freikirche. Der Bund der Baptistengemeinden im ,Dritten Reich' (historicko-teologická studie, svazek 1.), Neukirchen-Vluyn 1991
- "Eifriger als Zwingli." Die frühe Täuferbewegung in der Schweiz (habilitační práce), Berlín 2003
- Glaube – Freiheit – Diktatur in Europa und den USA. Festschrift für Gerhard Besier zum 60. Geburtstag (spoluautor Katarzyna Stoklosa), Göttingen 2007
- Bildung - Aufstieg - Freiheit. Festgabe zur Verabschiedung von Prof. Dr. Friedrich Wißmann, Oldenburg 2008
- Diakonie der Freikirchen im NS-Staat, v: Diakonie Jahrbuch 1993, K.-H. Neukamm, Stuttgart 1993, 106-124
- článek Kirchenkampf, v: Evangelisches Lexikon für Theologie und Gemeinde (ELThG), sv. 2, 1993, 1104-1111
- Die freikirchliche Forderung nach "Trennung von Staat und Kirche" angesichts diktatorischer Systeme, v: Freikirchenforschung 8 (1998), 86-106
- Diktatur und Geschichte. Überlegungen zum Fortgang der Geschichtsaufarbeitung im Bund Evangelisch-Freikirchlicher Gemeinden in Deutschland, v: Zeitschrift für Theologie und Gemeinde (ZThG) 4 (1999), 252-258
- Trennung von Staat und Kirche? Bewährung und Scheitern eines freikirchlichen Prinzips, v: Zeitschrift für Theologie und Gemeinde (ZThG) 4 (1999), 261-288
- Dienst am Volk. Das Diakoniewerk Tabea und das Dritte Reich, v: Zeitschrift für Theologie und Gemeinde
- článek: Jüdische Gemeinden in der DDR v: Lexikon der deutschen Geschichte von 1945 bis 1990. Ereignisse, Institutionen, Personen im geteilten Deutschland, M. Behnen, Stuttgart 2002, 328-329
- článek Baptisten, v: H. Uhl, Taschenlexikon Ökumene (nakladatelství Otto Lembeck), Frankfurt/M. 2003, 33-35
- Religionsfrieden ohne Religionsfreiheit. Die Wirkungsgeschichte des Westfälischen Friedens im Blick auf religiöse Minderheiten, v: Lena Lybæk, Gemeinschaft der Kirchen und gesellschaftliche Verantwortung: Die Würde des Anderen und das Recht anders zu denken. Oslavný sborník pro profesora Dr. Ericha Geldbachacha. Ökumenische Studien, Münster 2004, 504-526